# L'uomo nell'astuccio

Anton Čechov (ritratto nel 1898 da Osip Braz)

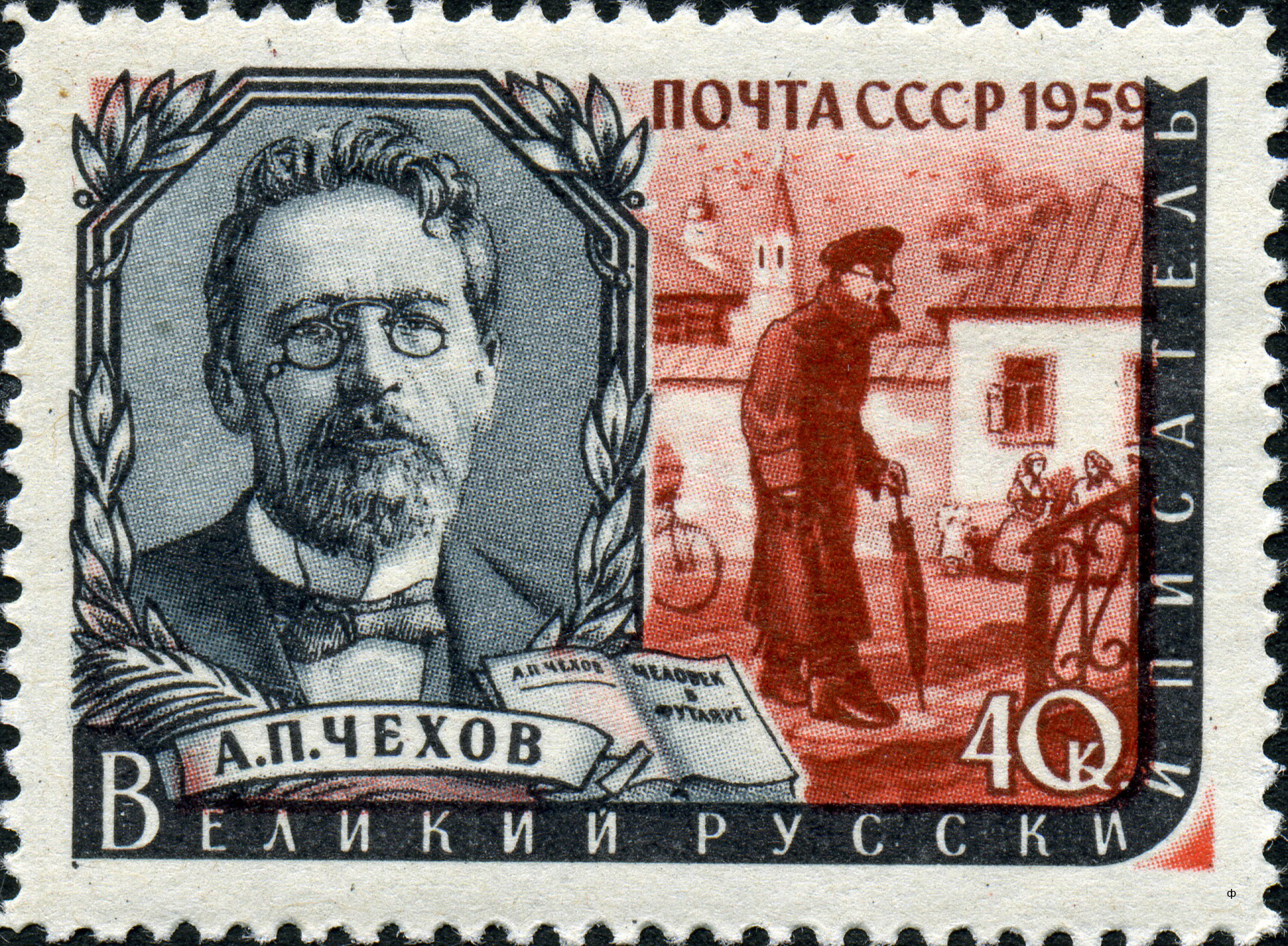
Francobollo sovietico del 1959 raffigurante a sinistra lo scrittore Anton Čechov e a destra il protagonista dell'Uomo nell'astuccio

L'uomo nell'astuccio (in russo Человек в футляре?, Čelovek v futljare) è un racconto di Anton Čechov pubblicato per la prima volta nel 1898.

## Trama
Il veterinario Ivan Ivanyč Čimša-Gimalajskij e il professore di liceo Burkin, riparatisi in una stalla durante una battuta di caccia in una desolata campagna, conversano fra di loro. Burkin racconta all'amico la vicenda di Belikov, un suo collega, professore di greco antico, da poco scomparso. 
Belikov era un individuo inquietante, diffidente delle novità e sospettoso dell'altrui libertà; perfino col bel tempo portava un parapioggia foderato, indossava occhiali scuri, calosce, un cappotto foderato e nascondeva il viso nel bavero rialzato, quasi desiderasse chiudersi il più possibile in un guscio che lo isolasse fisicamente dal mondo esterno. Belikov, che non aveva amicizie né affetti e intimoriva i colleghi e perfino i superiori, viveva da solo accudito da un vecchio attendente militare, Afanasij.
Giunse a scuola un nuovo insegnante di storia e geografia, Kovalenko, accompagnato da sua sorella Varen’ka, ragazza non più giovanissima, sulla trentina, ma di bell'aspetto, gentile, socievole e intelligente. I colleghi, e soprattutto le loro mogli, ritennero che Varen'ka potesse essere una moglie adatta per Belikov e cercarono di favorire le occasioni di incontro fra i due. Varen'ka sembrava essere consenziente. L'eventualità del matrimonio cominciò tuttavia a preoccupare Belikov, il quale rimase tuttavia sgomento quando vide Varen'ka andare in bicicletta in compagnia del fratello. 
L'indomani Belikov si recò dai Kovalenko per protestare contro il loro comportamento, ossia l'uso della bicicletta, giudicato dal professore di greco inopportuno per le donne e per gli insegnanti. Varen'ka non era in casa e suo fratello, irritato, scacciò in malo modo Belikov, il quale ruzzolò per le scale. La scena provocò l'ilarità di Varen'ka, che stava rientrando in quel momento a casa. Mortificato, Belikov decise di isolarsi ancora di più: se ne tornò a casa, si mise a letto e poco tempo dopo morì. «Nella bara, aveva un'espressione mansueta, piacevole, perfino gaia, come se fosse lieto che finalmente l'avevano collocato in un astuccio da cui non sarebbe uscito mai più. Sì, egli aveva raggiunto il suo ideale!».

## Critica
L'uomo nell'astuccio fu composto da Čechov a Melichovo, la residenza di campagna amata dallo scrittore, nel periodo maggio-giugno 1898 e fu pubblicato lo stesso anno sul numero 7 (luglio) della rivista Russkaja Mysl' (Il pensiero russo), pp. 120-131. Il racconto fa parte della cosiddetta "piccola trilogia" assieme ai racconti L'uva spina (in russo Крыжовник?, Kryžovnik) e Dell'amore (in russo О любви?, O ljubvi). Non si sa se il personaggio di Belikov sia stato ispirato da una o più persone realmente esistite. Belikov è uno dei personaggi di Čechov afflitto da una "rappresentazione sbagliata" dell'esistenza con tardiva presa di coscienza. La patologia sofferta da Belikov sembra essere quella degli attacchi di panico.

## Edizioni
- Anton Čechov, «in russo Человек в футляре: Рассказ?, Čelovek v futljare: Rasskaz» (L'uomo nell'astuccio: Storia), in russo Русская Мысль?, Russkaja Mysl' (Il pensiero russo) numero 7 del 1898, pp. 120-131
- A. Čechov, «in russo Человек в футляре?, Čelovek v futljare» (L'uomo nell'astuccio). In: in russo Сочинения в 18 томах // Полное собрание сочинений и писем в 30 томах?, Sočinenija v 18 tomach // Polnoe sobranie sočinenij i pisem v 30 tomach (Opere in 18 volumi // I testi completi e le lettere in 30 volumi), Mosca, Nauka, 1977, Vol. 10. Racconti, 1898-1903, pp. 42-54
- Anton Pavlovič Čechov, Racconti e novelle, 3 voll.; traduzioni dal russo di Giovanni Faccioli, Giuseppe Zamboni, Zino Zini, Anjuta Mayer Lo Gatto; a cura di Giuseppe Zamboni; introduzione di Emilio Cecchi; appendice critica a cura di Maria Bianca Gallinaro, Firenze, G. C. Sansoni, 1954-55
- Antòn Cechov, I contadini (Tutte le novelle, XI); traduzione di Alfredo Polledro, Biblioteca Universale Rizzoli 1068-1070, Milano, Rizzoli, 1956.
- Anton Čechov, La signora col cagnolino: racconti d'amore; traduzione dal russo di Raffaella Belletti, Roma, Edizioni E/O, 1994, ISBN 88-7641-196-8
- Anton Pavlovič Čechov, I racconti della maturità; a cura di Fausto Malcovati; traduzione di Emanuela Guercetti e Giampiero Piretto, Coll. Universale economica 2189, Milano, Feltrinelli, 2007, ISBN 978-88-07-82189-9
- Čechov, Racconti, Vol. II, 1437-1451: «L'uomo nell'astuccio»; traduzione di Bruno Osimo, Milano, Mondadori, 1996, ISBN 9788804420224

## Adattamenti
- Čelovek v futljare (L'uomo nell'astuccio), film sovietico del 1939 diretto da Isidor Markovič Annenskij[5]
- Čelovek v futljare (L'uomo nell'astuccio), film sovietico di animazione (stop motion) del 1983 diretto da Leonid Zarubin